# 이미옥 (1966년)
이미옥(李美玉, 1966년 10월 5일 ~ )은 대한민국의 제7대 광주광역시의원이며, 전라남도 해남군 출신이다.

## 학력
- 광주중앙여자고등학교 졸업
- 1984.3 ~ 1984.12 조선대학교 자원공학과 제적

## 경력
- 노동자문화패 일꾼마당 활동
- 민주노총 광주·전남지역본부 총무기획국장
- 광주노동자 문예 ‘광노문연’활동
- 협동조합 마을항아리 이사
- 일하는여성문화공동체 ‘광산여성회 공동대표’
- 월곡동 행복도서관 운영위원장
- PRCM(움직임을 활용한 평화관계만들기) 수료
- 몸,맘 놀이 촉진가
- 전래놀이 강사
- 민주노동당 광주시당 노동위원장
- 통합진보당 광주시당 사무처장
- 통합진보당 광주시당 합동사무처장
- 통합진보당 광주시당 광산구 갑 지역위원회 위원장
- 민주평화통일자문회의 자문위원
- 전남지방노동위원회 조정담당 공익위원
- 2014.07 ~ 2014.12 제7대 광주광역시의회 의원
- 2014.07 ~ 2014.12 제7대 광주광역시의회 전반기 산업건설위원회 부위원장
- 2014.07 ~ 2014.12 제7대 광주광역시의회 전반기 예산결산특별위원회 위원
- 2014.07 ~ 2014.12 제7대 광주광역시의회 전반기 문화도시특별위원회 부위원장
- 2014.12.22 통합진보당 해산, 의원직 상실
- 2016.05.19 의원직 복귀
- 2016.05 ~ 2018.06 제7대 광주광역시의회 의원
- 2016.05 ~ 2016.07 제7대 광주광역시의회 전반기 행정자치위원회 위원
- 2016.07 ~ 2018.06 제7대 광주광역시의회 후반기 의회운영위원회 위원
- 2016.07 ~ 2018.06 제7대 광주광역시의회 후반기 도시재생특별위원회 부위원장
- 2016.07 ~ 2018.06 제7대 광주광역시의회 후반기 예산결산특별위원회 위원
- 2017.03 ~ 2017.07 제7대 광주광역시의회 후반기 윤리특별위원회 위원장
- 2017.03 ~ 2017.05 제7대 광주광역시의회 광주도시공사사장인사청문특별위원회 부위원장
- 2018.02 ~ 2018.06 제7대 광주광역시의회 군공항이전특별위원회 위원

## 역대 선거 결과
|  | 13.37% |

|  | 13.06% |